# McChicken

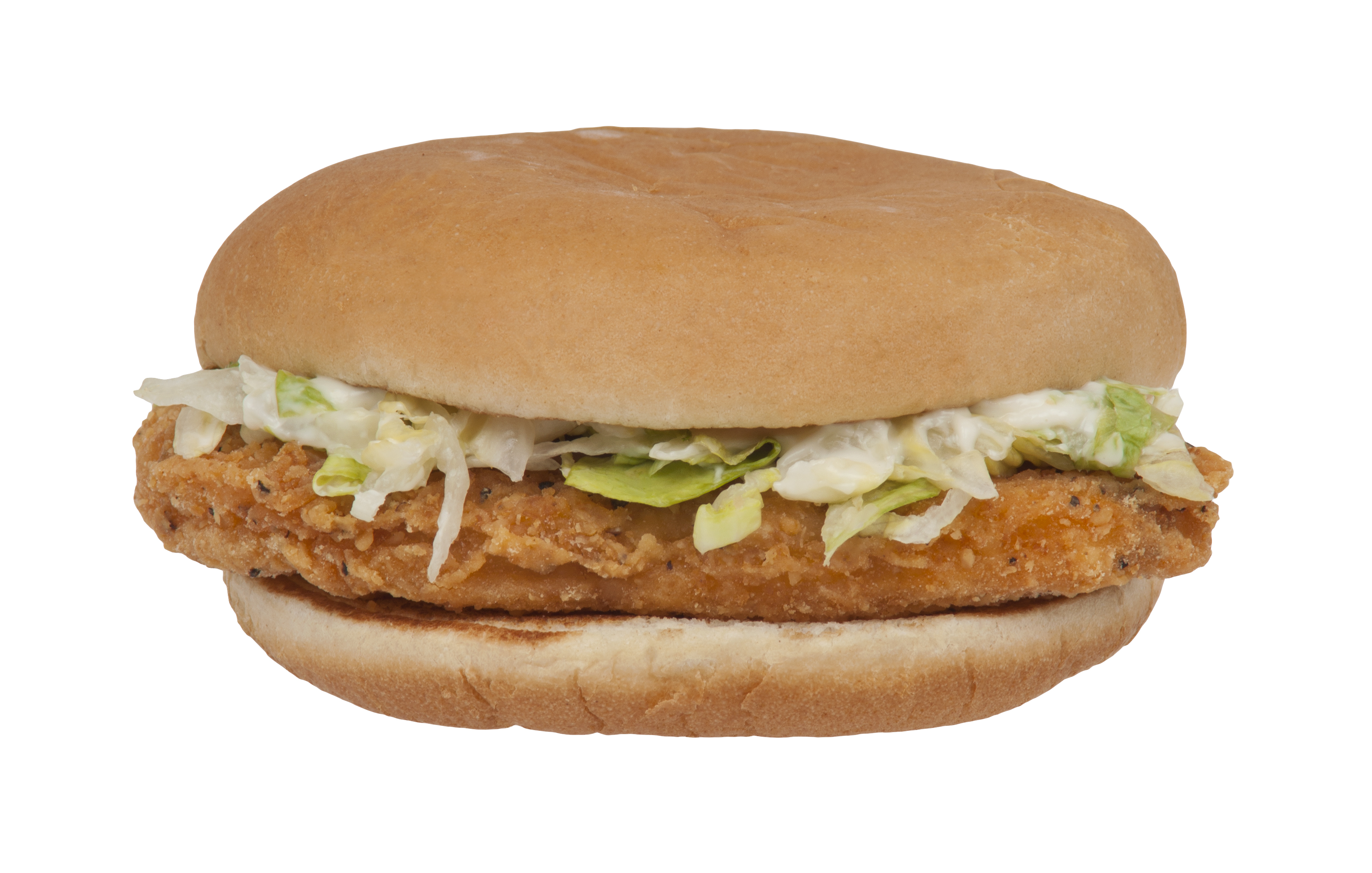
Un McChicken.

Le McChicken ou MacPoulet (au Québec et au Nouveau-Brunswick) est un sandwich au poulet vendu par McDonald's dans de nombreux pays. 
McDonald's lança ce hamburger en 1980, ce dernier étant alors son premier produit à base de volaille. Il fut cependant retiré des ventes, car il ne rencontra pas le succès escompté. C'est après le lancement des McNuggets (« McCroquettes » au Québec et au Nouveau-Brunswick) qu'il fit son retour en 1988, et resta définitivement dans les menus.

## Composition
Le McChicken se compose ainsi, de haut en bas :
- Pain au sésame
- Sauce McChicken 20 ml (à base de mayonnaise)
- Laitue émincée
- Poulet pané
- Pain inférieur

La chair du poulet (Mc chicken, Chicken Mc Nuggets et autres recettes) est composée à 90 % de muscle, à 5 % de gras (moins cher), et à 5 % de peau (moins chère aussi). 

## Variantes
À Hawaï, le McDonald's du centre commercial Ala Moana vend le McTeriChicken, un McChicken à la sauce teriyaki, sauce qui est d'ailleurs très utilisée à Hawaï puisqu'elle a été ajoutée à divers sandwichs, tels que le McTeri Burger . 
Dans d'autres États américains, il existe différentes variantes notamment le Cheddar Onion McChicken, qui se compose d'oignons caramélisés et d'une tranche de fromage cheddar, tous deux sur un petit pain grillé. 
De nombreuses autres variantes de ce sandwich existent. 

### Valeurs nutritionnelles
Valeurs nutritionnelles pour un McChicken d'après le site de McDonald's.
|                          | Par produit | Apport de référence (AR*) |
| ------------------------ | ----------- | ------------------------- |
| Énergie                  | 1 860 kJ    | 22 %                      |
|                          | 444 kCal    | 22 %                      |
| Matière grasse           | 19 g        | 28 %                      |
| dont acides gras saturés | 2,3 g       | 11 %                      |
| Glucides                 | 45 g        | 17 %                      |
| dont sucres              | 6,4 g       | 7 %                       |
| Fibres                   | 2,7 g       | -                         |
| Protéines                | 21 g        | 42 %                      |
| Sel                      | 1,9 g       | 32 %                      |

*correspond au pourcentage de l’apport de Référence quotidien pour un adulte type (8 400 kJ/2 000 kcal)